# IndiGo Airlines
IndiGo Airlines es una aerolínea de bajo coste que opera vuelos nacionales en la India. Actualmente tiene 17 destinos en India. Su aeropuerto principal es el Aeropuerto Internacional Indira Gandhi.
Su flota está formada por aviones de la familia A320 de Airbus, ATR 72 y Boeing 777.
El 17 de agosto de 2015, IndiGo firmó una compra por 250 aviones Airbus A320neo, el mayor pedido por número de unidades de la historia de Airbus.
En 2023 firmó un compra de 500 aviones [[Airbus A320]] y se convirtió en el mayor pedido de la historia de Airbus

## Destinos
IndiGo opera más de 1.900 vuelos diarios a 108 destinos, 78 en la India y 30 internacionales, a partir de agosto de 2023, con unos 174 vuelos semanales adicionales al extranjero añadidos entre junio y septiembre de 2023. Su sede principal está en Delhi, con oficinas satélite en Bengaluru, Chennai, Hyderabad, Calcuta, Bombay y Kochi. Tras cinco años de funcionamiento, IndiGo obtuvo la licencia para realizar vuelos internacionales en enero de 2011. El 1 de septiembre de 2011, IndiGo inauguró su primera ruta internacional entre Nueva Delhi y Dubái.

### Acuerdos de código compartido
- Air France
- American Airlines
- KLM
- Qantas
- Qatar Airways
- Turkish Airlines
- Virgin Atlantic

## Flota
La flota de IndiGo está compuesta por las siguientes aeronaves, con una edad media de 4,2 años (noviembre 2023):